# 井原勇
井原 勇（いはら いさむ、1926年〈大正15年〉11月17日 - 2007年〈平成19年〉10月7日）は、日本の政治家。与野市長（第8代 - 第12代〈最終〉）。さいたま市長職務執行者。

## 生涯
埼玉県北足立郡与野町（現さいたま市中央区）出身。旧制浦和中、東京大学工学部を卒業後、新潟鐵工所に入社。新潟コンバータ取締役や大宮工場長を経て、1979年に与野市の収入役に就任した。1983年、白鳥三郎の事実上の後継指名を受け市長選挙に立候補し当選、第8代与野市長に就任した。その後5期18年、さいたま市として合併するまで市長を在任した。
篤実な人物で、2001年5月の合体合併によるさいたま市設置に際しても、浦和方と大宮方の仲介役として、さいたま市の誕生に大きな役割を果たした。井原はさいたま市長選挙には出馬せず、合併直後の選挙で相川宗一が選出されるまでの短期間であるが、調整役としての手腕と中立性を評価され、さいたま市長職務執行者（期間限定の代理市長）に就任した。市長職務執行者の期間満了とともに政界から引退した。
2002年4月29日の春の叙勲で、勲三等に叙され瑞宝章を受章する。2003年4月1日、さいたま市名誉市民として顕彰される。2007年10月7日、肺炎のため、さいたま市内の病院で死去した。80歳没。死没日付をもって正五位に叙された。
県市長会会長、県資産経営協会長等を歴任した。没後の2008年には中央区役所玄関にブロンズ像が建立された。